# Битва при Агре
Битва при Агре (англ. Battle of Agra) — одно из сражений в ходе Восстания сипаев. Индийские повстанцы внезапно атаковали колонну британских войск, шедших на выручку гарнизону Агры, но, несмотря на преимущество внезапности, они были разгромлены и рассеяны. Это позволило британцам восстановить коммуникации по всей северной Индии и сконцентрироваться на имевшей важное значение осаде Лахнау.

## Осада Агры
До восстания Агра была важным британским административным и коммерческим центром. Поблизости располагались 3-й полк бенгальских фузилёров («европейский» пехотный полк армии Британской ост-индской компании), артиллерийская батарея (также укомплектованная европейскими солдатами) и 44-й и 67-й полки бенгальской пехоты.
За последние несколько лет лояльность сипаев (индийских наёмных солдат) подвергалась серьёзным испытаниям. Сипаи опасались, что действия и реформы британской ост-индской компании угрожают индийскому обществу и их собственным кастам и статусу. После усиливавшихся беспорядков в начале 1857 года сипаи Мератха 10 мая 1857 года перешли к открытому восстанию. Затем они двинулись маршем на Дели, откуда призвали других сипаев присоединиться к мятежу, а императора Бахадур-шаха II встать во главе общенационального восстания.
Новости о восстании распространились быстро и побудили британских командиров в Агре 31 мая разоружить два полка бенгальской пехоты, предотвратив какую бы то ни было возможность бунта (хотя полки явно не предпринимали никаких враждебных действий в течение двух недель после получения новостей о событиях в Дели). Усиливающееся волнение по стране вынудило 6 тыс. беженцев (британских гражданских с семьями и слугами) бежать в Агру и найти убежище в историческом здании крепости. В форте были достаточные запасы продовольствия, но санитария и медицина оставляли желать лучшего. В июне в городе поднялось восстание, и британцы оказались блокированными в крепости.
Последовала трёхмесячная (несистематическая) осада крепости. Неукомплектованные части британских фузилёров не обладали опытом и выучкой, их боевой дух был низким. Дели как магнит притягивал сипаев и прочих повстанцев. Тысячи восставших отправлялись в Дели, но им не удавалось сбить британцев, удерживающих делийский хребет к северо-западу от города. Ни один из лидеров повстанцев не попытался организовать операцию по зачистке такой сравнительно лёгкой цели как Агра.

## Помощь Грейтхеда
21 сентября осада Дели завершилась штурмом города британскими силами. За несколько дней победители собрали колонны, зачистившие окрестности города. Самая сильная колонна состояла из 750 британских солдат, 1900 сикхов и пенджабцев под командой бригадного генерала Эдварда Грейтхеда (бывшего командира 8-го королевского пехотного полка). 24 сентября колонна вышла из города. Некоторые офицеры были удивлены, что колонна вышла так быстро, с учётом измученного и развращённого грабежами состояния ряда частей после осады и штурма города.
Колонна Грейтхеда двинулась по великому колёсному пути, подвергнув несколько индийских деревень огульным карательным мерам. Хотя Грейтхед отдал приказ двигаться прямо на Канпур (который британцы захватили в июле 1857 года), до него дошли несколько настойчивых запросов о помощи из Агры. Несколько повстанцев, отступавших из Дели, заявляли, что должны были собраться в Муттре близ Агры, и гарнизон Агры был встревожен этой, казалось бы, неминуемой угрозой.
Грейтхед со своими войсками и большим обозом из слоновьих, верблюжьих и воловьих повозок преодолел 71 км до Агры за 28-часовой марш. По прибытии в Агру его колонна встретила холодный приём у гарнизона. Некоторые гражданские сначала приняли измученные боями войска Грейтхеда, одетые в форму цвета хаки, за афганское племя. В отличие от них, солдаты гарнизона были одеты в роскошную красную униформу с белыми ремнями.

## Ход битвы
Старшие офицеры гарнизона сообщили Грейтхеду, что противник отступил через ручей Хара Нади в 14 км. Ввиду отсутствия противника и усталости колонна остановилась на отдых, выставив достаточные силы в пикеты. Грейтхед отправился в крепость, чтобы позавтракать. Повстанцы решили воспользоваться ошибкой британцев и внезапно их атаковать.
12 сипайских орудий накрыли продольным огнём британский бивуак. Кавалерия ворвалась в британские порядки, поднялась стрельба из мушкетов, британцы и мятежники вступили в рукопашную. Тем не менее, закалённые в боях британцы, сикхи и пенджабцы сплотились, построились в ряды и открыли ответный огонь. Британская кавалерия начала обходить фланги повстанцев.
Повстанцы отступили, но перегруппировались и попытались выстоять в 6,4 км вдоль дороги на Гвалур. Британская картечь и кавалерийская атака расстроила их ряды. Британская кавалерия несколько миль преследовала бегущих восставших.

## Результаты
Победа в этом ожесточённом сражении позволила британцам уничтожить организованное сопротивление повстанцев между Дели и Канпуром. Хотя британцев застали врасплох, и среди них было очень мало офицеров, но закалённые непрекращающимися в течение четырёх месяцев боями и маршами британские и индийские войска победили. Несмотря на то что Грейтхед потерял уважение многих своих офицеров, тем не менее он возглавил бригаду в ходе последующей осады Лахнау и второго сражения при Канпуре.